# Hjalmar Andersson
Svensk Hjalmar Zakeus Andersson, född 13 juli 1889 i Ljusnarsberg i Västmanland, död 2 november 1971 i Ål i Dalarna, var en svensk terränglöpare och tävlade för Insjöns IF och Falu IK.

## Biografi
Under de olympiska sommarspelen 1912 i Stockholm, tävlade Andersson för det svenska landslaget. Där han erhöll silvermedalj i de individuella tävlingarna och, tillsammans med löparna John Eke och Josef Ternström, guld i lagtävlingarna.
År 1928 utsågs han retroaktivt till den 35:e stora grabben inom friidrott.

### Fotnoter
1. ↑   Sveriges dödbok 1860–2017 (version 7.0). Solna: Sveriges Släktforskarförbund. 2018. Libris 5fmmd34c39cvtmg1. ISBN 9789188341310. Läst 5 januari 2022
2. ↑  ”Nr. 35 – Hjalmar Andersson”. Svenska Friidrottsförbundet. 2017. http://friidrottensstora.se/member/nr-35/. Läst 6 januari 2023.